# Șaitanka, Bârzula
Șaitanka (în ucraineană Шайтанка) este un sat în comuna Liubașivka din raionul Bârzula, regiunea Odesa, Ucraina.

## Demografie
Componența lingvistică a localității Șaitanka
     Ucraineană (94,41%)
     Rusă (3,24%)
     Română (1,76%)
Conform recensământului din 2001, majoritatea populației localității Șaitanka era vorbitoare de ucraineană (94,41%), existând în minoritate și vorbitori de rusă (3,24%) și română (1,76%).